# استاد جوان
استاد جوان (به چینی: 師弟出馬) دومین فیلمی است که جکی چان آن را کارگردانی کرده‌است. جکی چان در این فیلم که محصول سال ۱۹۸۰ میلادی است در نقش اصلی ظاهر شده‌است.

## داستان
لانگ ( با بازی جکی چان ) بخاطر تبانی برادرش با باشگاه رقیب ( که باعث پیروزی آن‌ها می‌شود ) تحقیر شده و سرافکنده می‌شود . او تصمیم می‌گیرد تا باشگاه محل اقامتش را ترک کند تا برادرش را یافته و با دستگیری گروهی اوباش ، شرافت خود را باز ستاند و راه را برای بازگشت برادرش همراه سازد ولی ...

## بازیگران
- جکی چان در نقش لانگ
- یوئن بیائو در نقش برادر لانگ
- تین فنگ در نقش استاد
- فنگ فنگ
- وی پی در نقش تایگر
- شی کی‌ین در نقش رئیس پلیس
- لیلی لای